# Trădarea românismului! Triumful străinismului!! Consumatum est!!!
Trădarea românismului! Triumful străinismului!! Consumatum est!!! este o operă literară scrisă de Ion Luca Caragiale.